# The Book of Lost Tales
The Book of Lost Tales é uma coleção das primeiras histórias de J. R. R. Tolkien, e dos dois primeiros livros de 12 volumes da série The History of Middle-earth de Christopher Tolkien, em que apresenta e analisa os manuscritos dessas histórias, que foram a primeira forma dos mitos fictícios complexos que acabariam compondo O Silmarillion. Cada um dos Contos é seguido por notas e um comentário detalhado por Christopher Tolkien.
Parte do material do livro serviu de base para a construção do livro O Silmarillion, por Christopher Tolkien e Guy Gavriel Kay.
Seus dois volumes fazem parte de The History of Middle-earth.